# Hino Ranger
Der Hino Ranger ist ein mittelschwerer bis schwerer Frontlenker-Lkw, den Hino Motors seit 1969 produziert.
Der Ranger wird intern als Hino F-Serie bezeichnet, wie FC, FD, FE, FF, FG, FL und FM. Je höher die Buchstaben, desto höher die Nutzlast. Modelle mit Allradantrieb erhalten das Kürzel FT und GT, die Sattelzugmaschinen SG. Seit 1999 werden die kleineren Modelle mit niedrigerer Nutzlast wie FA und FB ersetzt durch den Hino Dutro, welcher in Japan und Europa als Toyota Dyna vermarktet wird. Mit dem 4WD-LKW FT Ranger nimmt Hino seit 1991 an der Rallye Dakar teil und gewann 17 Jahre in Folge in der unter-10.000-cm³-Klasse. 1997 wurde der Gesamtsieg in der Lkw-Klasse erreicht. In Nordamerika wird der Name Ranger nicht verwendet, sondern das Modell je nach Gewichtsklasse als Hino FA, FB, FD, FE, FF oder SG vermarktet. Dort beginnt das kleinste Modell bei 7,5 Tonnen Nutzlast und 15.000 kg Gesamtgewicht.

## 1. Generation (1964–1984)
1964 erschien die erste Generation KM mit 3,5 Tonnen Nutzlast. Mit der Einführung der KL-Version ab 1969 erhielt der KM auch dessen weitere Modellüberarbeitungen, sowie ab 1970 als Option den 5,0-Liter-Direkteinspritzung-Dieselmotor Hino EC100 mit 120 PS. 1977 wurde der KM auf 4 und 4,5 Tonnen Nutzlast erweitert, um den Toyota Massy Dyna zu ersetzen. Bis 1984 wurde der KM produziert, da die Nachfrage vor allem in Indonesien sehr stabil war.

## 2. Generation (1969–1980)
Der Hino Ranger KL wurde in Japan 1969 eingeführt. Der KL war ein vergrößerter KM mit einer Nutzlast von 6 Tonnen. In Australien wurde die Baureihe als Toyota KL300 vermarktet. Die Ranger KL-Serie wurde mit kurzem Radstand als KL300, KL340/KL350 mit mittlerem Radstand und mit langem Radstand als KL360/KL380 angeboten. Als Motor kam der neue 5,0-Liter-Dieselmotor Hino EC100 mit 120 PS zum Einsatz.
- Im Gegensatz zum KM war er auch ab 1970 mit Doppelkabine erhältlich und optional gab es auch drei Scheibenwischer.
- 1972 erfolgte eine kleine Überarbeitung mit geändertem Kühlergrill und Blinkerleuchten. Zusätzlich gab es nun auch eine 6 Tonnen Nutzlast Variante.
- Ab 1974 war der Hino-EH300-Dieselmotor mit Turbolader und 155 PS und optional Allradantrieb verfügbar.
- 1975 erfolgte eine weitere kleine Überarbeitung mit neuem Kühlergrill und insgesamt mehr Chromteilen.
- 1980 wurde die Produktion der KL-Baureihe eingestellt.

## 3. Generation (1980–2003)
1980 erschien die dritte Generation. Die Motoren waren grundsätzlich dieselben, jedoch mit mehr Leistung. Die Nutzlastvarianten begannen nun bei 3,5 Tonnen. Mit der Einführung dieser Baureihe wurde der Verkauf der 1. Generation auf dem Heimatmarkt eingestellt.
- 1982 schloss Hino einen Vertrag mit Ford über die Lieferung des Ranger als Badge-Engineering Modell Ford N-Serie. Ford ersetzte damit in Ozeanien die Ford D-Serie.
- 1984 wurden die Motoren überarbeitet, um die neuen Abgasnormen einzuhalten. Gleichzeitig wurden nun anstatt runder quadratische Scheinwerfer verbaut.
- 1986 erfolgten weitere kleine Überarbeitungen, unter anderem mit der Einführung einer serienmäßigen Zentralverriegelung.
- Weitere kleine Änderungen erfolgten 1988. Äußerlich umrahmte den Kühlergrill nun weiße Linien. Gleichzeitig baute Kia Motors das Modell nun in Lizenz in Südkorea als Kia Rhino, jedoch mit eigenen Motoren.
- 1989 wurde die Produktion in Japan beendet. Die Produktionsanlagen wurden nach Indonesien gebracht und dort die Baureihe als Super Ranger und Jumbo Ranger für den dortigen Markt und andere asiatische Länder wie Indien bis 2003 produziert.

## 4. Generation (1989–2001)
1989 startete in Japan die 4. Generation. Beworben wurde sie dort als Cruising Ranger, Rising Ranger und Space Ranger. Als Motor kam der Hino H07D mit Abgasrückführung in verschiedenen Leistungsstufen zum Einsatz. Das Exportmodell hatte vier rechteckige statt zwei rechteckige Scheinwerfer. Optional war nun eine hintere Luftfederung verfügbar und der optionale Allradantrieb wurde nun elektrisch zugeschaltet. Die Doppelkabine war nun auch statt der zweiten Sitzreihe mit einer Schlafliege erhältlich.
- Ab 1992 verfügten die Frachtversionen über schlauchlose Radialreifen. Als Option war nun eine FCKW-freie Klimaanlage und Antiblockiersystem verfügbar. Außerdem serienmäßig eine hintere elektronische Einparkhilfe.
- 1994 gab es geringfügige Änderungen an der Front mit neuem Hino-Emblem. Die neuen Abgasvorschriften brachten eine Überarbeitung der Motoren unter anderem mit der Einführung eines Ladeluftkühlers. Die 3,5-Tonnen-Variante wurde nun auch auf einigen Märkten als Toyota FB bis 1999 (in Europa als Toyota Dyna) vermarktet.
- 1996 erhielt der J08C Motor Common-Rail-Einspritzung.
- Von 1998 bis Ende 2003 baute Kia Motors das Modell wieder in Lizenz als Kia Rhino.
- 1999 wurde ein FahrerAirbag zur Serienausstattung hinzugefügt.
- 2001 wurde die Produktion der 4. Generation eingestellt.

## 5. Generation (seit 2001)

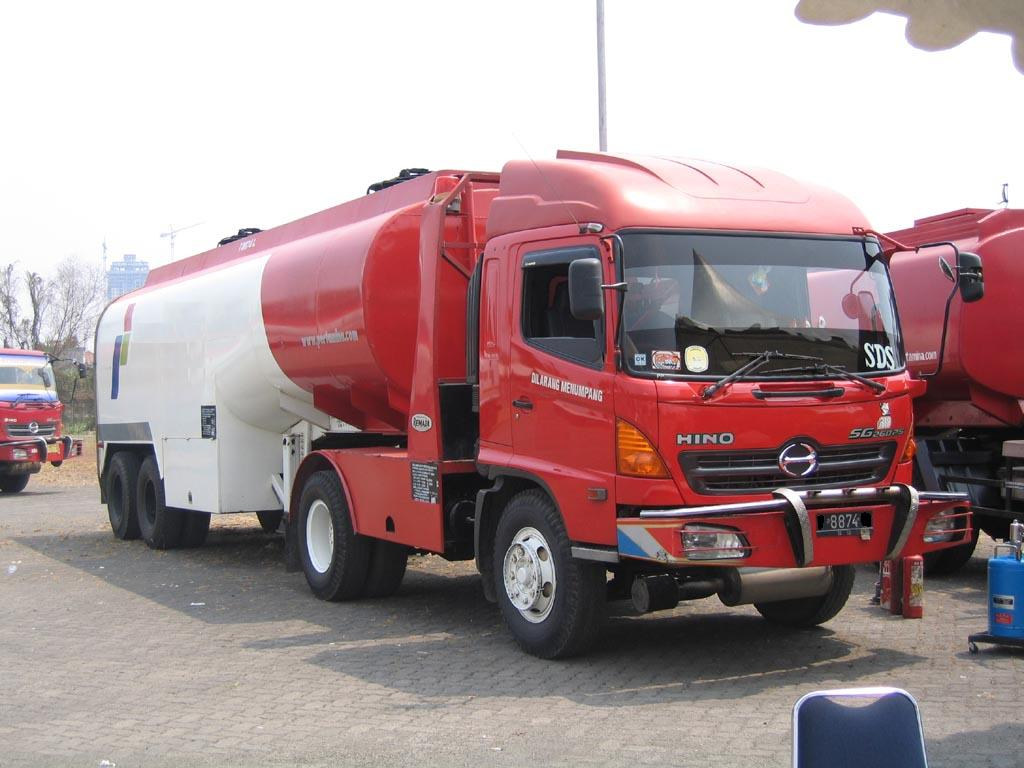
Hino Super-Ranger SG260J

Die seit 2001 gebaute 5. Generation wird in Japan als Ranger Pro für die leichteren Varianten mit Standard-Führerhaus und Super-Ranger für die schwereren Varianten und breiterem Führerhaus vermarktet. Im Export heißt die Baureihe zumeist Hino 500, in Indonesien, wo sie seit 2003 produziert wird, weiter Super Ranger und Jumbo Ranger, in Malaysia Hino Validus und Hino Mega in Thailand.
Der Ranger Pro verfügt über ein seitliches Fenster, um dem Fahrer die Beobachtung der Fahrzeugseite zu ermöglichen. Neben den nun unterschiedlich breiten Führerhäusern ist nun auch eine Hochdachversion und eine Fernverkehrsversion mit Bett und Kühlschrank erhältlich. Eine Doppelkabine ist nur für den Ranger Pro verfügbar. Für anspruchsvolle Kunden gibt es das High-Grade-Paket mit unter anderem Chrom-Stoßstangen, Xenonlicht, und Armaturen und anderes Interieur mit Holzverkleidung.
- Seit 2003 wird der Super-Ranger serienmäßig mit Luftfederung ausgestattet.
- 2004 wurde die Motorenpalette (Hino J05D, J07E, und J08E) komplett auf Common-Rail-Einspritzung mit Ladeluftkühlung und Turbolader umgestellt. Gleichzeitig wurde eine Hybridantriebsversion eingeführt.
- Seit 2005 können die Motoren auch mit CNG betrieben werden.
- 2007 wurden die Motoren überarbeitet und der Kraftstoffverbrauch gesenkt. Seither ist eine elektronische Wegfahrsperre Standardausstattung.
- Für die Einhaltung zukünftiger verschärfter Abgasvorschriften wird beim Hybridmodell seit 2008 statt mechanischem Automatikgetriebe ein elektronisches CVT-Getriebe eingesetzt.
- Seit 2011 werden die Motoren mit geringerem Schadstoffausstoß ausgeliefert und ein spezieller Spiegel an der Front soll den Bereich direkt vor dem Fahrzeug sichtbar machen und Unfälle mit Fußgängern verhindern.